# Mare (Indonezja)
Mare (indonez. Pulau Mare, historycznie niderl. Pottebackers) – wyspa wulkaniczna położona w Indonezji na Morzu Moluckim w archipelagu Moluków, na południe od wyspy Tidore. Jej powierzchnia wynosi 19 km². Na wyspie istnieją dwie wsie: Mare (lub Mare Gam, w 1985 r. 500 mieszkańców) i Mare Kofo.
Zamieszkiwana przez grupę etniczną Tidore . Miejscowa ludność posługuje się językiem tidore. Mieszkańcy wyspy specjalizują się w garncarstwie.
Nazwa „Mare” pochodzi od wyrazu mari („kamień”).